# Chamberaud
Chamberaud es una comuna francesa situada en el departamento de Creuse, en la región de Nueva Aquitania.

## Demografía
| 148 | 129 | 96 | 125 | 113 | 121 | 97 |
| Para los censos de 1962 a 1999 la población legal corresponde a la población sin duplicidades (Fuente: INSEE [Consultar]) |     |    |     |     |     |    |